# Hôpital Stanislas
L'hôpital Stanislas est un monument historique situé à Wissembourg, dans le département français du Bas-Rhin.

## Localisation
Ce bâtiment est situé au 7, rue Stanislas à Wissembourg.

## Historique
De 1719 à 1725, le roi de Pologne en exil Stanislas Leszczynski vit avec sa famille à Wissembourg (après quatre années passés à Deux-Ponts), dans une maison prêtée par le bailli Weber, la « maison Weber », par la suite nommée « palais Stanislas ». C'est là que les Leszczynski apprennent en 1725 que leur fille Marie a été choisie pour épouser le roi de France, Louis XV.
La palais Stanislas devient un hôpital au XXe siècle. Il a servi d'hôpital jusqu'en 1973, puis de maison de retraite jusqu'au début des années 2000. Il a été vendu en 2015 à des particuliers comme résidence.
L'édifice fait depuis 1929 l'objet d'un classement au titre des monuments historiques.

## Architecture

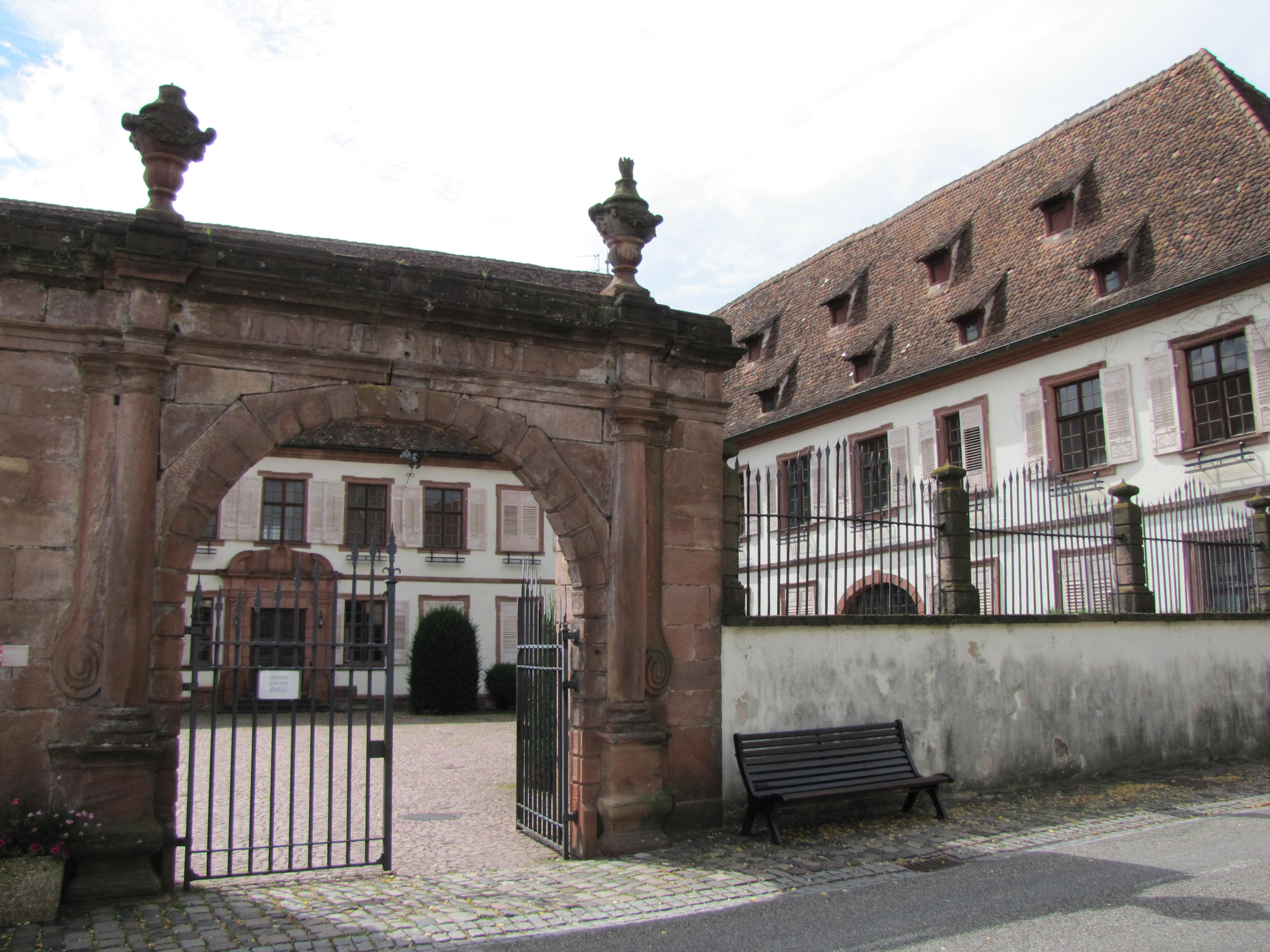
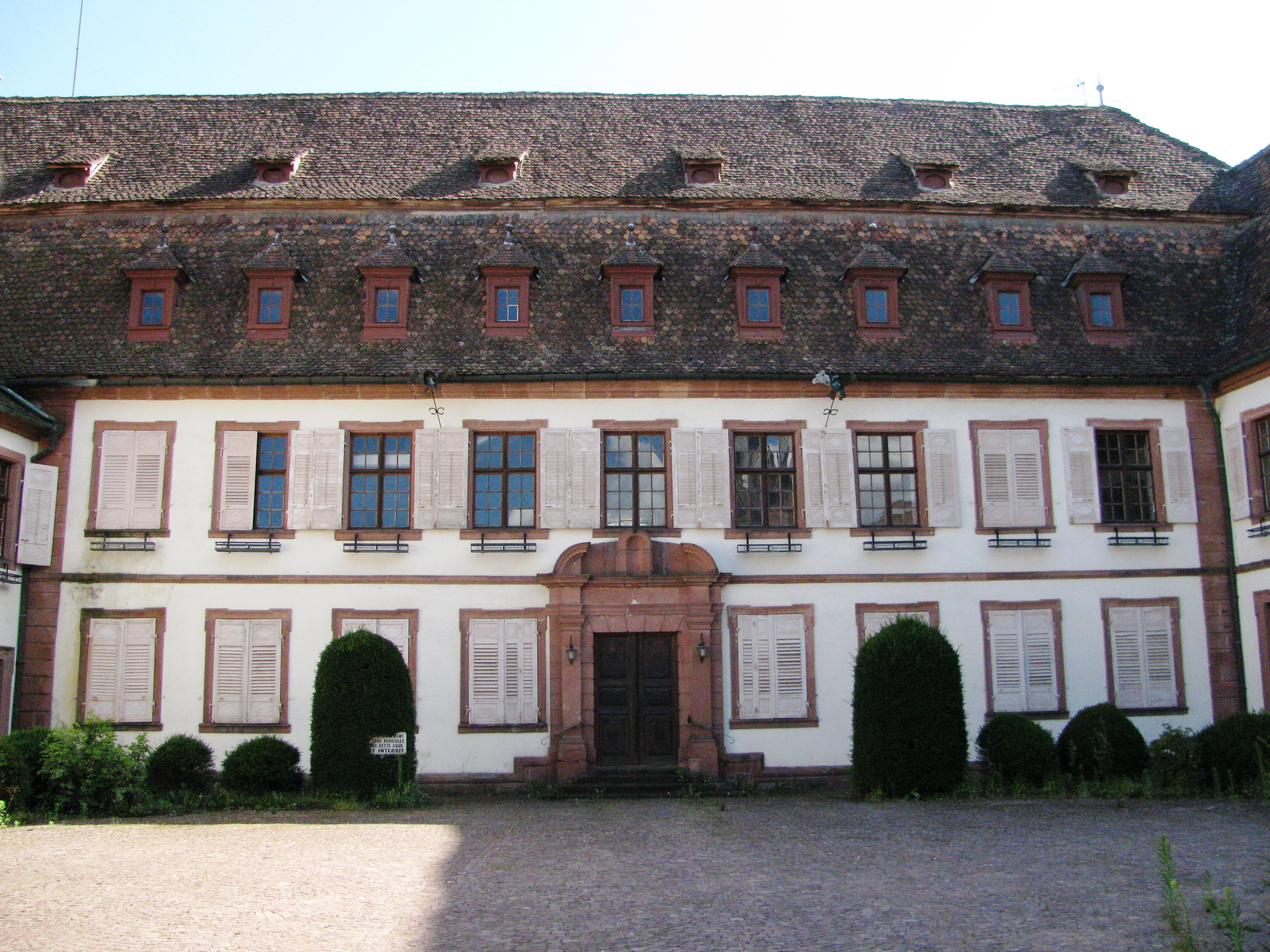
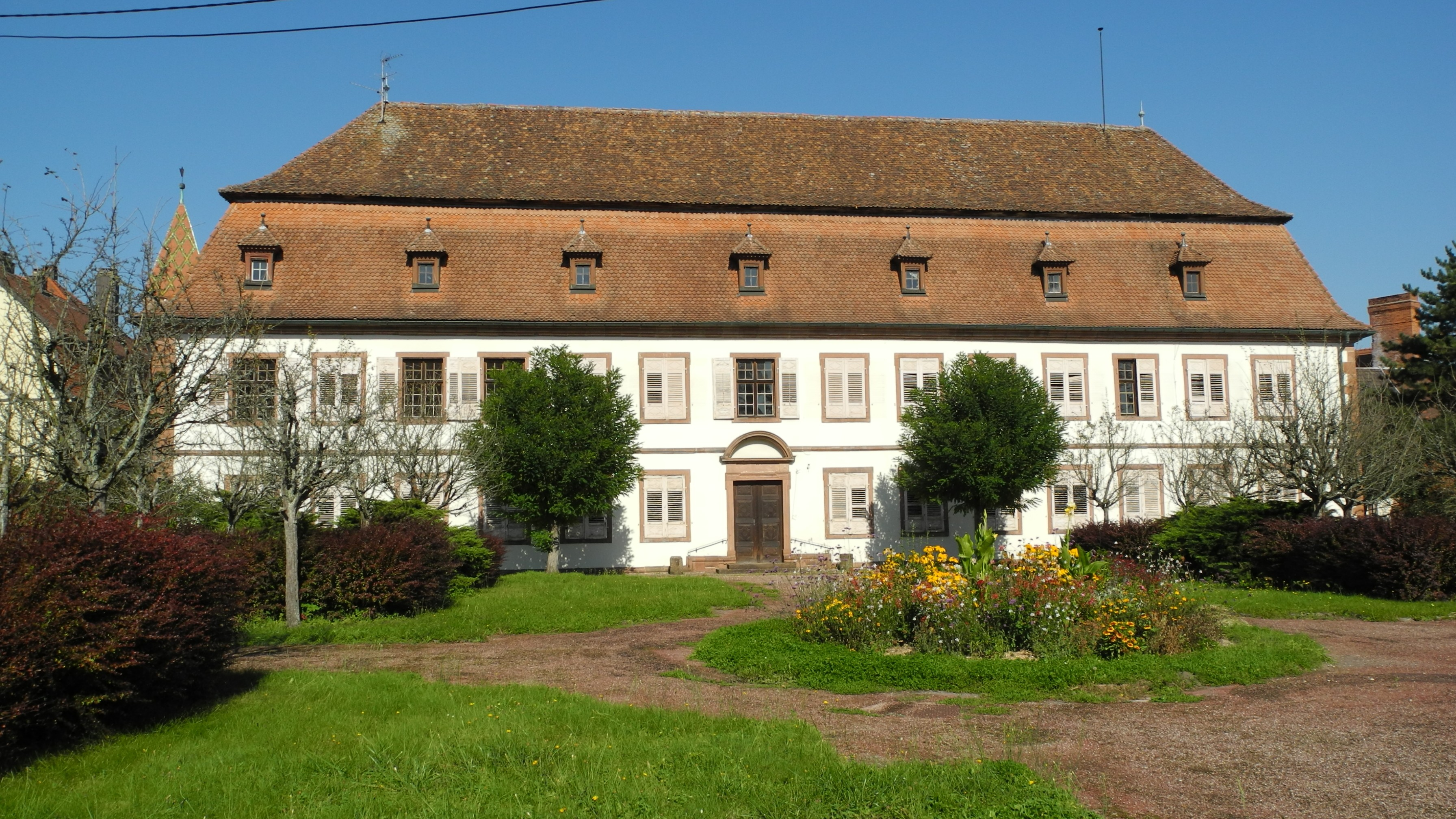